# Jericho Forum
Het Jericho Forum is een internationale denktank op het gebied van Informatiebeveiliging, die zich buigt over nieuwe beveiligingsconcepten. Het forum is opgericht op 16 januari 2004.

## Beveiligingsconcept
Het meest pregnante concept is dat van deperimeterisation, het uitgangspunt dat informatie niet beveiligd kan worden door haar veilig af te schermen door het gebruik van firewalls en dmz's, maar dat informatie beveiligd dient te worden op het niveau van de gegevenselementen zelf.
Door het toenemende gebruik van het Internet als transportmechanisme, zowel door individuen als organisaties, en door de toenemende integratie van processen en ketens van processen tussen organisaties is het niet praktisch om gegevens aan de buitengrens van de organisaties af te schermen. Ketenpartners zoeken niet meer toegang tot een server, maar willen via onder meer webservices, toegang tot individuele data elementen. Het afschermen van een hele server of een heel netwerksegment (de traditionele perimeterbescherming) is te grofmazig en kan niet voorzien in de nieuwe behoefte.
Jericho 2.0 gaat uit van de volgende beveiligingsmaatregelen:
- encryptie/versleuteling
- inherent veilige computerprotocollen
- inherent veilige computersystemen
- authenticatie op gegevensniveau

Het concept van deperimeterisatie is nog geen algemeen geaccepteerd principe. Critici betogen dat het Jericho Forum nog geen concrete handvatten heeft geboden in de vorm van bijvoorbeeld standaarden en protocollen. Zij stellen dat de ontwikkelingen rondom de-perimeterisation op zichzelf staan en zijn ingezet ruim voordat het Jericho Forum werd opgericht. De vraag rijst dan ook of die ontwikkelingen er anders zouden hebben uitgezien wanneer er geen Jericho Forum was geweest.

## Naamgeving
De naam van het Jericho Forum is afgeleid van de vernietiging van de stad Jericho zoals die in het Oude Testament van de Bijbel is verwoord. Jericho was een met muren versterkte stad, die desondanks ten prooi viel aan de aanvallers.

## Organisatie
Het Jericho Forum is een organisatie bestaande uit individuele leden en leden vanuit de zijde van de aanbieders van IT oplossingen. Daarbij bestaat er een raad van bestuur bestaande uit 8 leden. Er is geen voorzitter.
Het forum wordt organisatorisch en administratief ondersteund door de Open Group.

## Producten
Een belangrijk product is het Commandments document, waarin de achtergrond en filosofie van het Jericho Forum wordt verwoord.